# Бакаловка
Бака́ловка (баш. Баҡалы) — деревня в Хайбуллинском районе Башкортостана. Входит в Таналыкский сельсовет.

## География
Расстояние до:
- районного центра (Акъяр): 32 км,
- центра сельсовета (Подольск): 8 км,
- ближайшей ж/д станции (Сара): 90 км.

## Название
До 10 сентября 2007 года называлась деревней Бакаловской фермы.

## Население
| 2002 | 2010 |
| ---- | ---- |
| 369  | ↘353 |

Национальный состав
Согласно переписи 2002 года, преобладающая национальность — башкиры (82 %).